# Йоганн Бутт'єр
Йоганн Бутт'єр (нім. Johann Buttjer; 26 травня 1912, Норден — 12 серпня 1945, Тюбінген) — німецький офіцер-підводник, капітан-лейтенант крігсмаріне.

## Біографія
В 1931 році вступив на флот. З травня 1939 року служив в 4-му дивізіоні корабельних гармат, з серпня 1940 року — в дивізіону оборони гавані Кале, з березня 1941 року — на легкому крейсері «Емден». В червні-серпні 1942 року навчався в штурманському училищі в Готенгафені. З вересня 1942 по січень 1943 року пройшов практику вахтового офіцера в 3-й флотилії мінних тральщиків, в січні-липні — курс підводника, в липні-серпні — курс командира підводного човна. З 14 жовтня 1943 року — командир підводного човна U-768. 20 листопада 1943 року U-768 затонув в затоці Данцига (54°25′ пн. ш. 19°08′ сх. д.) після зіткнення з U-745. Всі 44 члени екіпажу були врятовані. З 17 лютого по 8 жовтня 1944 року — командир U-774.

## Звання
- Оберлейтенант-цур-зее (1 липня 1942)
- Капітан-лейтенант (1 березня 1945)

## Нагороди
- Медаль «За вислугу років у Вермахті» 4-го класу (4 роки)
- Хрест Воєнних заслуг 2-го класу з мечами (20 квітня 1942)
- Залізний хрест 2-го класу (1942)